# 오히토정
오히토정(大仁町)은 시즈오카현 다가타군에 설치되었던 정이다. 2005년 4월 1일 니라야마정, 이즈노쿠니정과 합병해 이즈노쿠니시가 성립해, 오히토정은 폐지되었다.

## 지리
시즈오카 현의 동부, 이즈 반도의 북부에 위치했다.

## 역사
- 1889년 - 다쿄 촌·오오히토 촌·요시다 촌·소코지 촌·모리 촌·미카도 촌·하쿠산도 촌·카미시마 촌·나카지마 촌·산후쿠 촌이 합병해 다나카 촌이 되었다.
- 1940년 - 정으로 승격후 오히토정으로 개칭되었다.
- 1959년 - 기타카노촌의 일부를 편입하였다.
- 2005년 4월 1일 - 니라야마정, 이즈노쿠니정과 합병해 이즈노쿠니시가 되었다.

## 교통

### 철도
- 이즈 하코네 철도 슨즈 선

### 도로
- 국도 제136호선
- 국도 제414호선